# 橋本愛實
橋本愛實（橋本 マナミ，1984年8月8日—）本名細川愛實，出身自日本山形縣山形市，日本寫真集模特兒及演員，經紀公司為irving。

## 簡歷
橋本愛實畢業於堀越高等學校，於1997年參加第七屆全日本國民美少女比賽獲得「演技部門獎」的獎項，繼而進入藝壇。由於橋本的本名「細川愛實」跟同公司的前輩細川直美容易混淆，因此她採用了母親的姓氏橋本作為藝名之姓，專注於水著模特兒及演員方面的工作。

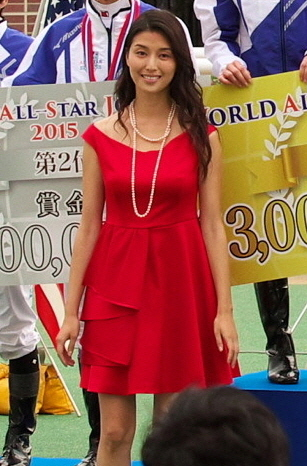
WASJ表彰式

2019年11月27日，橋本愛實在博客上宣布與比自己小一歲的醫師結婚，並承諾即使在結婚後也會維持拍攝寫真的工作。 
2020年2月27日，橋本愛實宣布懷孕，於7月2日誕下一子。7月29日，她與玫瑰色公子重新合作。

## 人物
- 曾經與同公司裡的女藝人共同組成一支室內足球隊伍，名字是「表參道BEAUTY」，後來退團。
- 因成熟的性感氣質而有「平成人妻」、「國民情婦」之稱[6]。

## 演出紀錄

### 電視劇
- Helloland Drama 東京美人 - 飾演 小百合（2001年10月，富士電視台）
- 大河劇 武藏MUSASHI 第48話、第49話 - 飾演 千姬（2003年12月，NHK）
- 女性與愛與推理 被畫殺死的女人 - 飾演 吉井百合子（2004年5月，東京電視台）
- 周一懸疑劇場 菜花幻想殺人事件 - 飾演 村松みどり（2006年，TBS）
- 下北GLORY DAYS - 飾演 上原真央（2006年，東京電視台）
- BOYSエステ -　飾演 赤城鈴香（2007年，東京電視台）
- スワンの馬鹿! 〜こづかい3万円の恋〜（2007年，關西電視台）
- 假面騎士KIVA - 飾演 久美（2008年，朝日電視台）
- 東京玩具箱 - 飾演 窪ノ内品子（2013年，東京電視台）
- 連續電視小說 小希的洋菓子 - 飾演 香苗（かなえ）（2015年4月14日、7月2日、8月31日，NHK）
- 搶救拿破崙之村 - 飾演 甲田千秋（2015年7月，TBS電視台）
- 不愉快的果實 - 飾演 遠山玲子（2016年4月，朝日電視台）
- 女醫神Doctor X -特別篇 - 飾演 金沢春美（2016年7月，朝日電視台）
- 毫不保留的愛 - 飾演 小川遙香（2016年7月，TBS）
- 大河劇 真田丸 - 飾演 玉（2016年7月－9月，NHK）
- 女囚SEVEN（日语：女囚セブン） - 飾演 矢島千鶴香（2017年4月，朝日電視台）
- 偵探物語 第7話 - 飾演 中村七菜子（2017年8月25日，TBS）
- 總覺得鄰家更幸福 - 飾演 長谷部留美（2018年1月－3月，富士電視台）
- 連續電視小說 萬福 - 飾演 保科惠（2018年10月1日－2019年3月30日，NHK）
- 警察之家 第3話 - 飾演 大槻仁美（2019年1月25日，TBS）
- 不在場證明破解少女 - 飾演 河谷純子（2020年2月15日，朝日電視台）
- 主廚是名偵探 - 飾演 上原美里（2021年5月31日，東京電視台）
- 和田家的男人們 第3話 - 飾演 奧村麗奈（2021年11月5日，朝日電視台）
- 螺旋的迷宮-遺傳因子搜查- 第6話 - 最終話 - 飾演 緋山香菜子（2021年11月19日 - 26日，東京電視台）
- 網購美食宅幸福 - 飾演 九堂今日子（2022年4月9日－6月25日，東京電視台）
- 從最遠步行5分鐘 第2話 - 飾演 坂本柚月（2022年10月8日，BS東視）
- 戀與槍彈 - 飾演 高級俱樂部的媽媽桑（2022年10月－12月，MBS）
- 相棒 season21 第10話（2022年12月21日，朝日電視台）
- Get Ready! - 飾演 橋元芙美（2023年1月－3月，TBS）
- 明天，我會成為誰的女友 第二季 - 飾演 レター老師（2023年5月3日－6月28日，MBS・TBS）
- 刑警與檢察官，有時是法官。 第8話 - 飾演 久保田涼子（2023年6月1日，朝日電視台）
- 春暖花開的那一天 - 飾演 森野舞衣（2024年1月15日－3月25日，關西電視台・富士電視台）
- 婚活奮鬥中 - 飾演 おけけ / 桶谷啓子（2024年1月17日－3月20日，富士電視台）
- 正直不動產2 第8話 - 飾演 篠崎美智子（2024年2月27日，NHK綜合）
- 全領域異常解決室 第4話 - 飾演 柘植朝日（2024年10月30日，富士電視台）
- 民王R 第7話 - 飾演 神崎塔子（2024年12月3日，朝日電視台）
- Ensemble - 飾演 澤北千尋（2025年1月18日－3月22日，日本電視台）
- 天久鷹央的推理病歷簿 第5話 - 飾演 三木景子（2025年5月20日，朝日電視台）
- 小資女也想釣高富帥（日语：海老だって鯛が釣りたい） - 飾演 荻野溶子（2025年7月3日－，中京電視台・日本電視台）

### 網路電視
- 田中圭 24小時電視（日语：田中圭24時間テレビ） - 飾演 橋本愛實(本人)（2018年12月15日 - 16日、AbemaTV）[7]

### 電影
- 美俏女劍士 THE MOVIE（2008年4月公開） - 飾演レイコ
- ポールダンシングボーイ☆ず（2011年5月公開） - 飾演カナ
- 唐人街探案3（2021年） - 飾演和服侍者

### 廣告
- 山崎Nabisco株式會社食物產品（1998年）
- Pokka Corporation檸檬飲品（2001年4月）
- Hoyu株式會社（2004年4月）

### 寫真集
- Bun Bun Bum（2001年10月，WANI BOOK（日语：ワニブックス）出版）
- PEACH 橋本愛實寫真集（2002年，彩文館（日语：彩文館出版）出版）
- 橋本愛實 夏之果實（2004年7月25日、音樂專科社（日语：音楽専科社）出版）
- 橋本マナミ 寫真集 あいのしずく（2014年6月27日、WANI BOOK（日语：ワニブックス）出版）
- 橋本マナミ MANAMI BY KISHIN（2014年12月3日、小学館出版）
- 橋本マナミ  digi+KISHIN DVD BOOK「マナミ」（2015年7月1日、小学館出版）
- 橋本マナミ 接写（2015年9月30日、幻冬舍出版）
- 橋本マナミ タイムストリッパー（2016年7月1日、光文社出版）

### 演出影片
| 名稱                            | 日期           | 出版商                     |
| 橋本愛実 age16                  | 2001年10月3日  | 波麗佳音                   |
| ManaMix                         | 2002年8月22日  | TDK Core                   |
| 橋本愛実 Beaming                | 2004年7月28日  | E-NET FRONTIER             |
| MANA MODE                       | 2005年1月29日  | Air control                |
| 橋本愛実 Sarasvati～水の女神～  | 2005年8月24日  | Victor Entertainment       |
| brilliant colors ～絵具いぜ!!～ | 2006年3月24日  | 利物浦                     |
| BLUE VACATION～のってるぜ!!～   | 2006年6月30日  | 利物浦                     |
| LOVE SEED                       | 2007年12月11日 | SpiceVisual                |
| Natural～素肌の誘惑～           | 2009年5月22日  | トリコ                     |
| Love Again~再会~                | 2010年11月20日 | イーネット・フロンティア   |
| やさしさに包まれて              | 2012年8月31日  | 竹書房 ISBN 978-4812490679 |
| あなたへ…                       | 2012年12月20日 | イーネット・フロンティア   |
| 満ち潮                          | 2013年3月20日  | LINE COMMUNICATIONS inc.   |
| OVER                            | 2013年6月30日  | AQUAHOUSE Inc.             |
| 愛の記憶                        | 2013年12月19日 | ギルド                     |
| 団地妻 夫に内緒で               | 2014年5月23日  | リバプール                 |
| Roman 浪漫                      | 2014年9月25日  | ワニブックス               |

### 舞台演出
- 2006年11月16日 - 19日 東京銀座Miyuki館劇場 《シオンの桜》擔任女主角
- 2007年4月6日 - 10日 ALOTF第8回公演《1999.9年的暑假》飾演 ナオト
- 2007年5月30日 - 6月10日 METROPOLIS PROJECT 由Jinno Hinoaki編導的〈時計仕掛けの肖像〉
- 2008年4月16日至23日 - 「創造集團」生活向上委員會《立ち呑みパラダイス》綠色劇場

## 外部連結
- 事務所官方頁面 （页面存档备份，存于）
- 橋本愛實官方檔案及日記 （页面存档备份，存于）
- Sponichi偶像報告：橋本愛實
- 橋本愛實@nifty （页面存档备份，存于）
- 橋本マナミ部落格 （页面存档备份，存于）
- 橋本愛實 Instagram （页面存档备份，存于）
- 橋本愛實 Twitter （页面存档备份，存于）